# 山本祐司
山本 祐司（やまもと ゆうじ、1936年5月31日 - 2017年7月22日）は、満洲国奉天市生まれ、山口県萩市育ちの元毎日新聞記者。「ルパン文芸」を主宰した。

## 略歴
- 早稲田大学法学部卒。
- 毎日新聞社入社。司法記者クラブに在籍の後、社会部デスク、横浜支局長。
- 1986年 脳出血で倒れるが、懸命のリハビリを続け、8年がかりで『最高裁物語（上）（下）』（日本評論社、1994年）を執筆し、日本記者クラブ賞を受賞。

## 著書
- 『東京地検特捜部 日本最強の捜査機関・その光と影』現代評論社 1980、角川文庫 1985
- 『続・東京地検特捜部 日本最強の捜査機関・栄光の復権』現代評論社 1983、『巨悪は眠らせない 東京地検特捜部』角川文庫 1988
- 『ドキュメント三面記事裁判』番町書房 1983
- 『東京地検特捜部の内幕』世界文化社 1989
- 『最高裁物語』（上下）、日本評論社 1994、講談社+α文庫 1997
- 『恐慌と疑獄 東京地検特捜部』潮出版社・潮ライブラリー 1998
- 『特捜検察物語』（上下）、講談社 1998、『特捜検察』講談社+α文庫 2002
- 『東京地検特捜部の決断 「政・財・官」総腐蝕との闘い』講談社+α文庫 1999
- 『毎日新聞社会部』河出書房新社 2006、河出文庫 2012

### 共編著
- 『面白きこともなき世を面白く 立ち上がった身障者たち』編著 ふこく出版/星雲社 (販売) 2000
- 『女性弁護士物語 17人のしなやかな生き方』五十嵐佳子共著 日本評論社 2002
- 『アメリカの正義に惑わされるな』大野彩子共著 河出書房新社 2003